# Gilbert Miller
Gilbert Heron Miller (* 3. Juli 1884 in New York City, New York; † 2. Januar 1969 ebenda) war ein US-amerikanischer Theaterleiter, Theaterproduzent und Theaterbesitzer.

## Leben

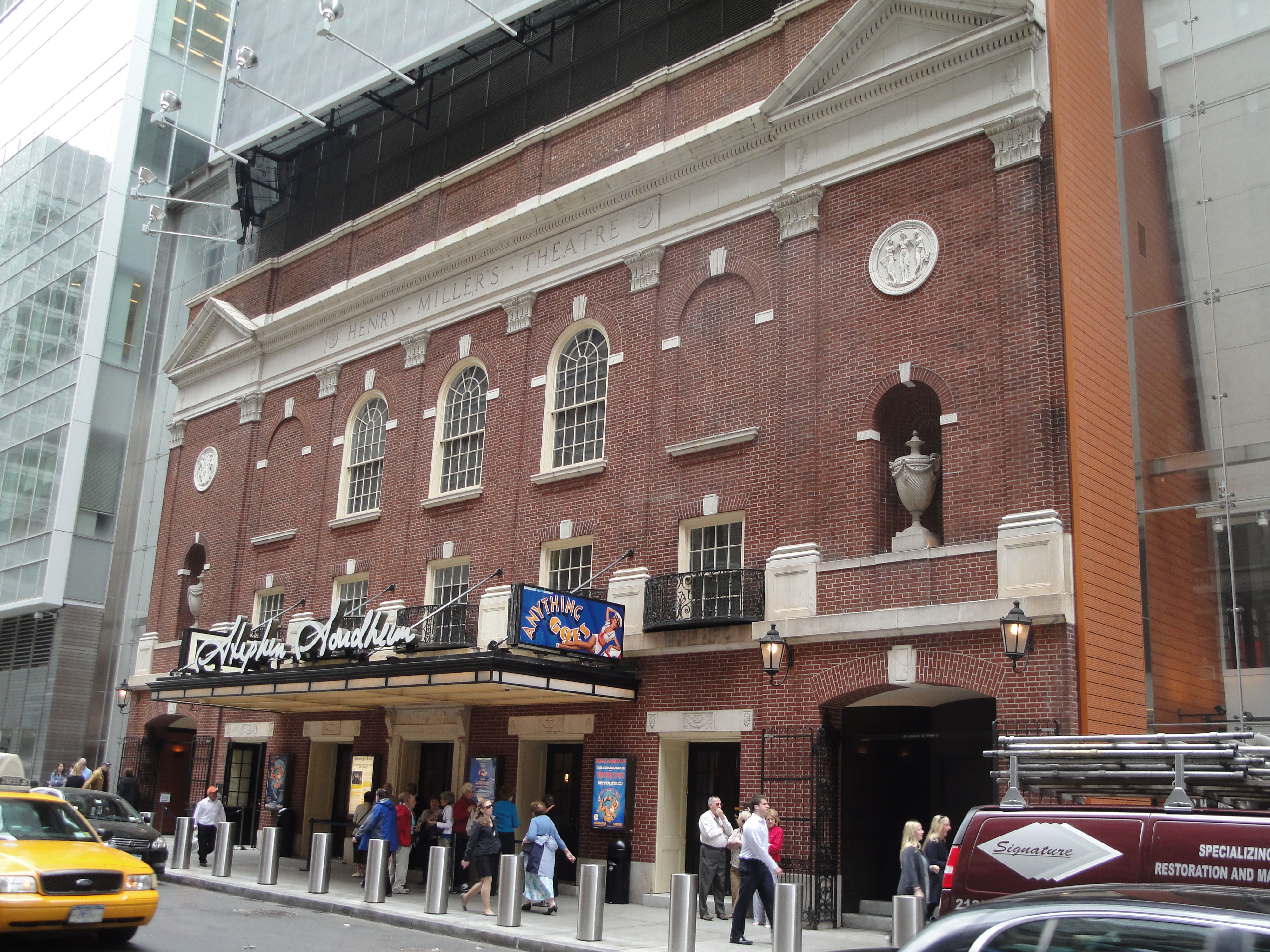
Das Stephen Sondheim Theatre (vormals Henry Miller's Theatre) am Broadway in New York, das Gilbert Miller gehörte

Gilbert Miller war der Sohn des in Großbritannien geborenen Theaterproduzenten Henry Miller (1859–1926) und von Bijou Heron, einer vormaligen Kinderdarstellerin. Nachdem er seine Schuljahre in Großbritannien verbracht hatte, kehrte er in die Vereinigten Staaten zurück, um wie sein Vater Broadway-Produzent zu werden. Miller besaß und leitete das Henry Miller's Theatre am New Yorker Broadway sowie das St James's Theatre und das Lyric Theatre im Londoner West End. Er war der Leiter der „League of New York Theatres“ und im „Actors Fund of America“ aktiv. 
Seinen größten Aufführungserfolg erzielte er 1935 mit Victoria Regina von Laurence Housman mit Helen Hayes in der Titelrolle. Miller gewann 1950 den US-amerikanischen Theater- und Musicalpreis Tony Award for Best Play für seine Produktion von The Cocktail Party von T. S. Eliot. 1965 wurde ihm ein Special Tony Award dafür verliehen, dass er „88 Theaterstücke und Musicals produziert hatte, sowie für seine Beharrlichkeit, die dazu beigetragen hat, New York und das Theater am Leben zu erhalten.“ 
Miller war dreimal verheiratet, zunächst mit der Schauspielerin Jessie F. Glendinning, mit der er die Tochter Dorothy hatte, anschließend mit Mary Margaret Allen. Seine dritte Frau war Kathryn Bache (1896–1979), die Tochter des Wall-Street-Bankiers Jules Bache, einem Theatermäzen. Sie heirateten 1927 in Paris.
Gilbert Miller starb 1969 und wurde auf dem Woodlawn Cemetery in der Bronx beigesetzt. Millers Nachlass wird von der Library of Congress in Washington, D.C. betreut. 